# Sargus viridis
Sargus viridis är en tvåvingeart som beskrevs av Thomas Say 1823. Sargus viridis ingår i släktet Sargus och familjen vapenflugor. Inga underarter finns listade i Catalogue of Life.